# Captopus
Captopus – wymarły rodzaj chrząszczy z rodziny podrywkowatych. Obejmuje tylko jeden opisany gatunek, Captopus depressiceps. Żył w kredzie na terenie współczesnej Mjanmy.

## Taksonomia
Rodzaj i gatunek typowy opisane zostały po raz pierwszy w 2021 roku przez Li Yandę i Cai Chenyanga na łamach „Insects”. Opisu dokonano na podstawie inkluzji w bursztynie birmańskim, odnalezionej w kopalni koło Noije Bum w gminie Tanai i dystrykcie Myitkyina na terenie birmańskiego stanu Kaczin. Skamieniałość datowana jest na późny alb lub wczesny cenoman. Nazwa rodzajowa to anagram nazwy innego podrywkowatego, Pactopus, natomiast epitet gatunkowy oznacza po łacinie „wklęsłogłowy”.

## Morfologia
Chrząszcz o wydłużonym ciele długości 2,5 mm i szerokości 0,9 mm. Poprzeczna głowa odznaczała się dwoma głębokimi wklęśnięciami po bokach, utworzonymi przez przedłużenia bruzd wokół listewek półokalających panewki czułkowe. Na czole brak było żeberka środkowego. Duże, umiarkowanie wykrojone oczy złożone budowały drobne fasetki. Jedenastoczłonowe czułki miały człon drugi osadzony na pierwszym wierzchołkowo, a trzy ostatnie człony powiększone i formujące buławkę. Przedplecze było 1,6 raza szersze niż dłuższe, o zbieżnych ku przodowi bokach, ostrych i wystających kątach tylnych i dwufalistej krawędzi tylnej. Zarys tarczki był wielokątny. 2,1 raza dłuższe niż razem szerokie, najszersze za nasadą pokrywy miały punktowane rzędy. Bruzdy do chowania czułków biegły równolegle do szwu notosternalnego i przeciągnięte były wzdłuż tylnych krawędzi hypomer. Prawie trapezowate przedpiersie miało niemal równoległe żeberka i ostro zakończony wyrostek międzybiodrowy wchodzący w jamkę na śródpiersiu. Płytki zabiodrzy przedłużone były pośrodkowo ku tyłowi. Odnóża wszystkich par wieńczyły pięcioczłonowe stopy. Na spodzie odwłoka widocznych było pięć sternitów, z których ostatni był dwukrotnie dłuższy niż czwarty.

## Paleoekologia
Siedliskiem tego owada były gorące i wilgotne tropikalne lasy deszczowe o bujnej roślinności. Zdominowane były przez araukariowate, zwłaszcza z rodzaju agatis, ale występowały tu też sekwoje, metasekwoje, sosny, cedry i cyprysy. Piętro podszytu tworzyły głównie paprocie i widłaki właściwe. Pory roku determinowane były głównie przez opady. Lasy te rosły nad brzegami rzek, jezior, lagun czy estuariów, o czym świadczy udział fauny słodkowodnej. Nie były odległe od wybrzeży morskich, jako że w bursztynie birmańskim czasem spotkać można organizmy słonowodne, a zwłaszcza ślady ich działalności. Biota lasów cechowała się dużą bioróżnorodnością; do 2022 roku stwierdzono w burmicie około 2390 gatunków, 1575 rodzajów i 689 rodzin organizmów lądowych i słodkowodnych, w tym ponad 2240 gatunków, 1445 rodzajów, 612 rodzin, 66 rzędów i 8 gromad stawonogów. Wśród nich podrywkowate reprezentują również Electrothroscus yanpingae, Pactopus burmensis, Pseudopactopus robustus oraz Trixagosoma guangyuani.